# Táin Bó Cúailnge

La Táin Bó Cúailnge [t̪ˠaːnʲ boː ˈkuəlʲɲə], que l’on traduit usuellement par la « Rafle (ou Razzia) des Vaches de Cooley » est le récit principal et le plus long du cycle d'Ulster qui, avec le cycle mythologique, le cycle fenian, et le cycle historique, constituent le corpus littéraire de la mythologie celtique irlandaise. La version manuscrite la plus ancienne date du tout début du XIe siècle, mais sa composition remonte à la période protohistorique. 
Une coalition des royaumes d’Irlande, emmenée par les souverains du Connaught envahit le royaume d’Ulster pour la possession du taureau fabuleux, le Brun de Cúailnge. Ils doivent affronter le plus terrible des guerriers, Cúchulainn.

## Manuscrits et versions
Il existe deux versions principales du récit :
- Une partie de la première version est contenue dans le Lebor na hUidre (Livre de la vache brune)[2] qui date du début du XIe siècle, mais la langue utilisée démontre qu’elle appartient au IXe siècle et peut-être au VIIIe siècle. La seconde partie est incluse dans le Livre jaune de Lecan (en)[3] qui est plus tardif, il date du XIVe siècle. Ces deux ensembles constituent, une fois assemblés, l’histoire complète de la rafle, sans qu’il y ait d’unité littéraire, compte tenu des différentes époques de composition.
- La seconde version est incluse dans le Livre de Leinster (en gaélique Lebar na Nuachongbala – Livre de la Nouvelle Fondation)[3], manuscrit qui date du XIIe siècle. Cette version a été établie à partir  du Lebor na hUidre et du Yellow Book of Lecan, avec incorporation d’éléments originaux.
- Il existe une troisième version plus tardive et très fragmentaire.

Ces textes sont écrits en vieil irlandais, langue utilisée du VIIIe au XIe siècle, et en moyen irlandais, utilisé du XIe au XVe siècle. La forme narrative est la prose à l’exception de passages versifiés, qui soulignent l’intensité dramatique. Ces travaux de compilation littéraire ont été réalisés par des clercs, dans le cadre des monastères irlandais. Un vernis chrétien se superpose au substrat celtique. 
En revanche, la datation de la matière est impossible. Le cadre est indubitablement préchrétien et nous décrit une société guerrière de l’âge du fer. La transmission orale s’est faite sur plusieurs siècles. À titre anecdotique, une légende fait du roi Conchobar un contemporain du Christ.

## L’épopée
La trame du récit est la guerre qui oppose l'Ulster aux quatre autres provinces d'Irlande coalisées contre lui.

### La dispute royale
Les souverains du Connaught, la reine Medb et le roi Ailill, sont dans leur résidence royale de Crúachan. La reine rappelle sa prestigieuse généalogie, elle énumère les nobles prétendants qu’elle a éconduits en précisant que son époux devait être un homme sans avarice, sans jalousie et sans peur, car elle-même est généreuse, ignore la jalousie et sait faire preuve de courage, l’égalité convient dans leur couple.
La conversation vient sur leurs patrimoines et Medb prétend avoir plus de biens, ce que conteste son époux. On apporte donc toutes leurs affaires et trésors, on compte bijoux, vaisselles, moutons, chevaux, porcs, vaches, mais leurs biens sont égaux en nombre et en valeur, à l’exception d’un veau (le Blanc Cornu) qui appartient au roi. Medb demande à Mac Roth où l’on peut se procurer un animal semblable et il répond qu’en Ulster, un homme du nom de Dáre possède un taureau, appelé le Brun de Cooley.
Mac Roth est dépêché sur place pour que Dáre loue l’animal pour une année, contre paiement de cinquante génisses et beaucoup plus si nécessaire (un autre domaine équivalent au sien, un char valant « trois fois sept esclaves » et « l’amitié de la cuisse de Medb »). Dans un premier temps, Dáre accepte la proposition, mais il apprend par l’indiscrétion d’un messager que s’il avait refusé, on lui aurait pris son taureau de force. Il se ravise et refuse de céder son animal. 

### L’invasion de l’Ulster

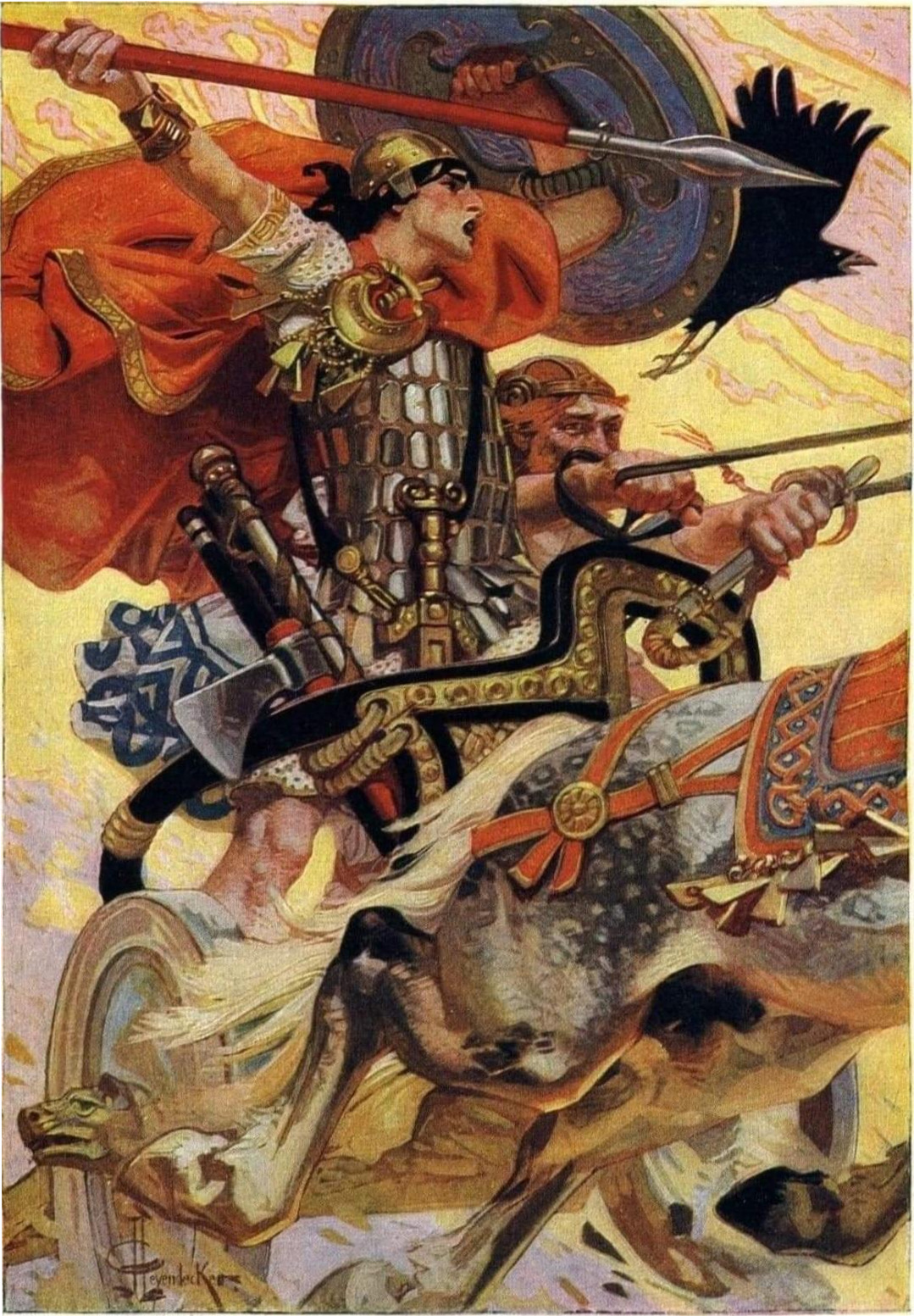
Cúchulainn au combat, illustration de Mythes et Légendes des Celtes, T. W. Rolleston, 1911 (illustrateur inconnu)

Medb fait venir à  Crúachan, les sept « Mane », les fils de Mága, ainsi que Cormac Cond Longas et Fergus Mac Roeg, tous avec leurs armées. Ils demeurent 15 jours à festoyer. Avant de lancer l’expédition, la reine va consulter son druide. Puis c’est une multitude de rois, de guerriers et de peuple qui se dirige vers l’Ulster. Cúchulainn et Sualtam découvrent les armées  et vont donner l’alerte. Medb a été informée que Conchobar et les Ulates sont dans l’incapacité de se battre, mais dans le camp irlandais un druide met en garde contre la puissance d’un guerrier royal.
Le premier affrontement a lieu à Ath Gabla (le Gué de la Fourche), Cúchulainn décapite les deux fils de Nera et leurs cochers, qui constituaient l’avant-garde des Irlandais et renvoie leurs cadavres. Fergus informe Ailill et Medb que cette tuerie ne peut être que le fait de Cúchulainn, le guerrier le plus redoutable et le plus sanguinaire. Il leur raconte alors l’enfance et les exploits de Setanta.
Le jour suivant, Cúchulainn va au-devant des armées des quatre grands royaumes d’Irlande, il coupe la tête d’Orlám et les trois fils d’Arach, venus l’affronter subissent le même sort. Le lendemain, ce sont cent guerriers qui succombent. La nuit venue, alors qu’il prépare ses armes, ce sont cent autres guerriers qui meurent d’effroi. Changement de stratégie, on décide de le dédommager et de le suborner à plusieurs reprises, mais le champion d’Ulster refuse et trouve plus glorieux de rester à la cour de Conchobar. Les massacres reprennent, chaque fois cent guerriers périssent. Puis il est convenu que chaque jour un guerrier ira combattre Cúchulainn, l’armée pourra avancer le temps du combat, puis s’arrêtera à la mort du guerrier. Suivent de nombreux combats à l’issue invariable.
Le Brun de Cooley et ses 50 vaches sont capturés par Buide, fils de Bain Blai. Quinze jours plus tard, les armées des quatre royaumes se rejoignent. Cúchulainn utilise pour la première fois la « gae bolga » contre Redg, le satiriste de Medb.  Les combats se poursuivent, mais les volontaires pour affronter le champion d’Ulster ne sont pas nombreux ; la reine les attire par des promesses, les fait boire et les livre aux caresses de Findabair. Medb envoie 100 guerriers qui sont tués. Les armées des quatre royaumes s’installent dans la plaine de Murthemme et envoient butin et troupeau vers le sud.

### L’intervention de Lug
Un guerrier invisible pour les ennemis des Ulates arrive au campement de Cúchulainn. C’est Lug, le dieu suprême, qui est aussi le père divin du héros. Avec des plantes du Sidh, il soigne les blessures de son fils qui dort pendant trois jours et trois nuits car il n’avait pris aucun repos entre Samain et Imbolc. À l’issue de ce repos, il fait atteler son char de combat et lance l’attaque, cet épisode est connu sous le nom de « massacre de Murthemme » : six épaisseurs de cadavres de guerriers ennemis s’entassent sur le champ de bataille, cent cinquante rois perdent la vie et un tiers des Irlandais est blessé.
Tous les combattants étant systématiquement décapités, Medb fait appel au plus valeureux guerrier, Ferdiad. Grâce à la magie de ses druides, à l’enivrement, aux promesses de trésor et la main de Findabair, elle le contraint à accepter le duel contre son ami. La rencontre a lieu sur le gué et après une longue discussion, l’assaut commence. Cela dure pendant trois jours, les nuits ils se soignent et se restaurent. Au dernier jour, le combat est si violent que la rivière change de cours ; Cúchulainn reçoit un coup d’épée dans la poitrine, alors il tue Ferdiad d’un coup de « gae bolga ». Des guerriers Ulates emmènent Cúchulainn pour le laver et le soigner, dans un torrent où les Tuatha Dé Danann ont déposé des herbes médicinales.
C’est alors qu’intervient Cethern Mac Fintan, il attaque et dévaste le camp des Irlandais, mais est lui-même blessé. Il est soigné par Fingen, le druide-médecin personnel du roi Conchobar Mac Nessa qui, à la vue des blessures, peut dire qui les a provoquées. Arrivée de Fintan avec « trois fois cinquante » guerriers, ils livrent trois batailles et tuent trois fois leur nombre avant de succomber.
Rochad Mac Fathemain vient prêter main-forte à Cúchulainn, Findabair est incitée par sa mère à passer la nuit avec lui et obtenir une trêve, avant la grande bataille de Gárech et Ilgárech, annoncée par les druides. Les princes de Munster à qui la main de la princesse avait été promise se révoltent et Findabair meurt de honte.

### Le réveil des Ulates
Sualtam, l’un des pères terrestres de Cúchulainn se rend près de son fils agonisant, qui lui demande d’aller chercher de l’aide chez les Ulates. Arrivé à Emain Macha, sa harangue reste sans réponse, car nul ne peut parler avant le roi qui ne peut lui-même parler avant ses druides. Pour avoir harangué le roi de la sorte, le druide Cathbad provoque la mort du messager, mais Conchobar décide de rameuter tous les guerriers d’Ulster. Conchobar et Celtchar, à la tête de « trois mille chefs de char » et de très nombreux cavaliers foncent sur le camp des Irlandais ; au premier assaut le roi tue huit cents guerriers.
Après avoir été observer le camp des Ulates, Mac Roth fait son rapport aux souverains du Connaught et Fergus explique quels sont les nobles qu’il a vus et quelle est leur valeur. Il prédit la défaite de la coalition. C’est alors que Morrigan vient exciter les hommes des deux camps. Cúchulainn, blessé, ne peut assister à la bataille finale, dont le déroulement lui est raconté par son cocher, Lóeg. Les Ulates sont vainqueurs, les vaincus retournent à Crúachan.
Le Brun de Cúailnge, pendant ce temps, était arrivé en Connaught. Il doit affronter le Blanc Cornu, le taureau d’Ailill, le combat les fait traverser toute l’Irlande. Après avoir massacré son adversaire, le Brun retourne à Cooley pour y mourir.

## Analyse
- Tout au long du récit, les druides sont omniprésents, on sollicite souvent  leur avis sur la conduite à tenir et ils annoncent les évènements avant qu’ils ne se produisent. L'étendue de leur science est imagée par l’épisode de Fingen soignant Cethern Mac Fintan : rien qu’en examinant ses blessures, il est capable d’en désigner l’auteur.  Le fait le plus révélateur de leur statut dans la société celtique se situe dans l’épisode de la mort de Sualtam. Cathbad le fait mourir parce qu’il a enfreint un interdit (une « geis »), selon lequel on ne peut prendre la parole avant le roi, qui lui-même ne peut s’exprimer avant ces druides. Cette hiérarchie, qui révèle la primauté de la classe sacerdotale, est conforme à l’idéologie trifonctionnelle des Indo-européens, élaborée par Georges Dumézil.
- Contrairement à un texte comme Cath Maighe Tuireadh, dans lequel les Tuatha Dé Danann sont des acteurs majeurs, les dieux de la mythologie celtique sont absents de cette guerre, à l’exception de deux d’entre eux. La première apparition est celle de Lug, qui se rend invisible aux yeux des guerriers irlandais. Il intervient en tant que père divin de Cúchulainn, pour le soigner et veiller sur son repos, mais il est aussi le dieu suprême, surnommé « Samildanach » (le polytechnicien). La seconde divinité est Morrigan, qui attise les guerriers des deux camps avant l’ultime bataille. En tant que déesse de la guerre, sa présence est obligatoire à ce moment du récit.
- À l’exception de deux mentions relatives aux généalogies respectives de Medb et de Conchobar, il n'y a pas de Ard ri Érenn (roi suprême d’Irlande), dans la rafle. L’île n’est composée que de quatre grands royaumes et ce sont les souverains du Connaught qui réunissent et dirigent la coalition contre l’Ulster, considéré comme un royaume étranger. Cette absence de souveraineté sur l’ensemble de l’île démontre, selon Alain Deniel (voir les sources), « l’ancienneté de l’œuvre ». Dans d’autres textes de la mythologie, le roi suprême réside à Tara, capitale du cinquième royaume de Mide (Meath, en anglais) et les autres rois lui doivent un impôt en bétail, le boroma.
- Medb, dont le nom signifie « ivresse », n’est pas uniquement l’épouse d’Ailill, elle règne conjointement avec lui sur le Connaught, elle lui est égale. Dans d’autres récits, elle est mariée à d’autres rois, dont Conchobar Mac Nessa, lui-même. La considération de la femme dans la société celtique est un thème récurrent, notamment avec la découverte de la somptueuse tombe de Vix. Selon Christian-J. Guyonvarc'h et Françoise Le Roux[8], il y a égalité entre homme et femme, même sur le plan militaire. C’est la raison pour laquelle, Medb prend part à la bataille finale. Plus généralement, elle représente la souveraineté qu’elle confère à celui qu’elle épouse et l’ivresse du pouvoir.
- La quasi-totalité des victimes de Cúchulainn sont décapitées, il n’y a qu’Etarcumul qui est coupé en deux d’un coup sur le crâne, Redg et Ferdiad sont victimes du « gae bolga ». Il s’agit d’un rituel guerrier systématique dans les combats, le vainqueur « s’approprie » la tête de son ennemi, elle vient orner l’encolure de son cheval ou l’entrée de sa demeure (voir les piliers de l’oppidum d'Entremont).
- La « faiblesse » des Ulates lors de l’attaque de leur pays est un prétexte pour mettre en avant leur champion et ses qualités magico-guerrières. Car, il a été initié en Écosse par la magicienne Scáthach. Les héros se déplacent sur leur char de combat, dirigé par un cocher, qui sert aussi de faire-valoir.

## Le texte en français
- La Razzia des vaches de Cooley, récit celtique irlandais traduit de l'irlandais, présenté et annoté par Christian-J. Guyonvarc'h, Gallimard, coll. « L'Aube des Peuples », Paris, 1994  (ISBN 2-07-073898-1).
- La Rafle des vaches de Cooley, récit celtique irlandais traduit de l'irlandais, présenté et annoté par Alain Deniel, L’Harmattan, Paris, 1997  (ISBN 2-7384-5250-7).